# Pts.of.Athrty
Pts.of.Athrty (reso graficamente come [PTS.OF.ATHRTY]) è un singolo del gruppo musicale statunitense Linkin Park, pubblicato il 15 luglio 2002 come unico estratto dal primo album di remix Reanimation.

## Descrizione
Seconda traccia dell'album, si tratta di un remix del brano Points of Authority realizzato dal cantante degli Orgy Jay Gordon.
Un altro remix del brano, eseguito dai Crystal Method, è stato inserito nell'EP Underground V2.0 (2002) e successivamente nella versione Deluxe digitale di Hybrid Theory pubblicata nel 2013.

## Pubblicazione
Pts.of.Athrty è stato commercializzato a partire da luglio 2002 nel solo formato CD in Australia, Canada e Germania. Per il mercato britannico il brano è stato invece pubblicato come doppio lato A insieme a H! Vltg3, remix di High Voltage realizzato dal rapper Evidence. Per entrambe le edizioni è stata inserita come b-side un remix di By Myself curato da Marilyn Manson e denominato Buy Myself Remix.

## Video musicale
Il videoclip, realizzato totalmente in computer grafica e diretto dal DJ del gruppo Joe Hahn, presenta un mondo alieno piuttosto desolato e dal clima rigido, dove una fazione di alieni assalta una base controllata da una razza robotica. Tra mech, navicelle e missili, le due fazioni si ritroveranno a combattere corpo a corpo. Gli alieni sembrano prevalere sui robot, ma ad un certo punto, dal nucleo energetico della base dei robot, un'esplosione causa la formazione di fasci d'energia intelligenti che liberano il campo dagli alieni e permettono il sorgere dal terreno di una città. Per l'occasione, i Linkin Park sono stati realizzati con solo le loro teste collegate a una macchina, la quale molto probabilmente permette loro di controllare la razza robotica.

## Tracce
Testi e musiche dei Linkin Park, eccetto dove indicato.
CD promozionale (Europa)
1. Pts.of.Athrty – 3:37

CD promozionale (Stati Uniti)
1. Pts.of.Athrty – 3:37
2. H! Vltg3 – 3:32 (Linkin Park, Derek Murphy, Lorenzo Dechalus, Maxwell Dixon)

CD singolo (Canada, Germania)
1. Pts.of.Athrty – 3:38
2. Buy Myself Remix – 4:26

CD maxi-singolo (Australia, Germania)
1. Pts.of.Athrty – 3:38
2. Buy Myself Remix – 4:26
3. H! Vltg3 – 3:32 (Linkin Park, Derek Murphy, Lorenzo Dechalus, Maxwell Dixon)

CD singolo (Regno Unito) – H! Vltg3/Pts.of.Athrty
1. H! Vltg3 (Evidence feat. Pharoahe Monch & D.J. Babu) – 3:30 (Linkin Park, Derek Murphy, Lorenzo Dechalus, Maxwell Dixon)
2. Pts.of.Athrty (Jay Gordon) – 3:38
3. Buy Myself Remix – 4:26

## Formazione
Hanno partecipato alle registrazioni, secondo le note di copertina di Reanimation:
Gruppo
- Chester Bennington – voce
- Rob Bourdon – batteria, cori
- Brad Delson – chitarra, basso, cori
- Joseph Hahn – giradischi, campionatore, cori
- Mike Shinoda – rapping, voce, campionatore
- Phoenix – cori

Altri musicisti
- Jay Gordon – riarrangiamento

Produzione
- Mike Shinoda – produzione
- Mark "Spike" Stent – missaggio
- David Treahearn – assistenza al missaggio
- Paul "P-Dub" Walton – ingegneria Pro Tools
- Brian "Big Bass" Gardner – mastering, montaggio digitale

## Classifiche
| Classifica (2002)          | Posizione massima |
| -------------------------- | ----------------- |
| Australia                  | 44                |
| Austria                    | 47                |
| Canada                     | 4                 |
| Germania                   | 31                |
| Italia                     | 39                |
| Paesi Bassi                | 54                |
| Regno Unito                | 9                 |
| Regno Unito (rock & metal) | 1                 |
| Stati Uniti (alternative)  | 29                |
| Svezia                     | 45                |
| Svizzera                   | 61                |